# Laccophilus pseudanticatus
Laccophilus pseudanticatus är en skalbaggsart som beskrevs av Toledo, Hendrich och Stastný 2002. Laccophilus pseudanticatus ingår i släktet Laccophilus och familjen dykare. Inga underarter finns listade i Catalogue of Life.